# Mona Juul
 Der er flere personer med dette navn, se Mona Juul (diplomat).
Mona Juul (født 20. september 1967 i Aarhus) er en dansk politiker og erhvervskvinde, der siden marts 2024 har været politisk leder af og siden april 2024 formand for Det Konservative Folkeparti. Hun har siden 2019 været medlem af Folketinget for partiet.
Mona Juul blev næstformand for den konservative folketingsgruppe i 2023 og gruppeformand i februar 2024 efter Mai Mercado..
Inden Mona Juul gik ind i dansk politik var hun i perioden 2007-2018 adm. direktør og partner hos reklamebureauet Envision.

## Erhvervskarriere
Mona Juul er uddannet civiløkonom fra Syddansk Universitet i 1993.
Fra 1991 var hun ansat hos Arla Foods med ansvarsområder inden for blandt andet salg og marketing. 1999-2018 var hun administrerende direktør og 2018-2022 partner og bestyrelsesmedlem i reklamefirmaet Envision.
Juul har siddet i bestyrelsen for bl.a. First Chair Group A/S, Orchestra, Dansk Erhverv, Bocuse d'Or, FOF Aarhus samt været medlem af WWF's præsidium.
Mona Juul var i en periode fast deltager i Netværket på P1 og News & Co. på TV2 News.

## Politisk karriere
I september 2018 oplyste Det Konservative Folkeparti i Aarhus, at partiet pegede på Mona Juul som afløser for Naser Khader, der hidtil havde været folketingskandidat i Aarhus Østkredsen. Efterfølgende blev Mona Juul valgt til kandidaturet og har siden været opstillet i kredsen.
I 2019 blev Mona Juul for første gang valgt ind i Folketinget og genvalgt i november 2022.
I 2023 blev hun næstformand for den konservative folketingsgruppe og i februar 2024 gruppeformand. Efter Søren Pape Poulsens dødsfald udpegede Det Konservative Folkepartis folketingsgruppe 13. marts 2024 Mona Juul som politisk leder. Det blev desuden oplyst, at hun ville blive indstillet som partiformand på et kommende landsråd.
Den 21. april 2024 valgtes hun som formand for Det Konservatives Folkeparti på dets ekstraordinære landsråd i Herning uden modkandidater. Hun er dermed partiets 22. formand.

## Beskæftigelse og tillidshverv

### Beskæftigelse
- Bestyrelsesmedlem og partner, Envision A/S, 2018-2022.[3]
- Adm. direktør og partner, Envision A/S, 2007-2018.[3]
- Strategisk direktør og partner, Envision A/S, 2003-2007.[3]
- Kontaktchef og teamchef, Envision A/S, 1999-2003.[3]
- Account manager, Gynther & Company, 1998-1999.[3]
- Forskellige job inden for salg og marketing, MD Foods (Arla), 1991-1998.[3]

## Personligt
Privat er Mona Juul bosat i Horsens.